# Лунатики (фильм, 1986)
«Лунатики» (иер. трад. 癲佬正傳, кант.-рус.: Дин ло цзин цзюень, англ. The Lunatics) — гонконгская драма 1986 года, режиссёр Дерек И. Главные роли в фильме исполнили Стэнли Фун, Дини Ип, Пол Чунь, Чоу Юньфат, Джон Шам, Тони Люн Чу Вай и Сизон Ма.
Картина получила 5 номинаций на 6-й Гонконгской кинопремии. Пол Чунь завоевал главный приз в номинации «Лучшая мужская роль второго плана», а Янк Вонг — «Лучшая работа художника».

## Сюжет
Психиатр из гонконгского центра реабилитации Цуй (Стэнли Фун) более 20 лет работает с психически больными людьми, чтобы помочь им. Многие из них живут на улице и почти всё своё время Цуй отдаёт им. Мисс Лау (Дини Ип), гонконгская журналистка, хочет снять сюжет про его работу и напрашивается к нему в напарницы.

## В ролях
- Стэнли Фун[англ.] — Мистер Цуй
- Дини Ип — Тина Лау
- Пол Чунь[англ.] — Цуен
- Чоу Юньфат — Чанг
- Джон Шам — Доктора Шум
- Тони Люн Чу Вай — Догги
- Сизон Ма[англ.] — Мисс Ли
- Деннис Чан — Мин
- Ма Сук-Джан — сумасшедшач старуха
- Лай Суен — мама Цуэна
- Ло Хунг — врача, осматривающий Цуэна
- Чен Хей — сумасшедший
- Ван Сын Лам — Чжао
- Луи Хунг — клиент Чжао
- Джеффри Хо Вай-Лун — новый муж бывшей жены Цуэна
- Нг Квок-Кин — полицейский
- Чо Юен-Тат — журналист
- Чунг Бинчуэн — рассерженный жилец

## Награды и номинации
| Награды                              | Награды                           | Награды              | Награды   |
| Кинопремия                           | Категория                         | Лауреат / претендент | Результат |
| ------------------------------------ | --------------------------------- | -------------------- | --------- |
| Международный кинофестиваль в Чикаго | Гран-при — «Золотой Хьюго»        | Дерек И              | Номинация |
| 6-я Гонконгская кинопремия           | Лучший фильм                      | Лунатики             | Номинация |
| 6-я Гонконгская кинопремия           | Лучшая режиссёрская работа        | Дерек И              | Номинация |
| 6-я Гонконгская кинопремия           | Лучший сценарий                   | Дерек И              | Номинация |
| 6-я Гонконгская кинопремия           | Лучшая мужская роль второго плана | Пол Чунь             | Победа    |
| 6-я Гонконгская кинопремия           | Лучшая работа художника           | Янк Вонг             | Победа    |
| 23-я Золотая лошадь                  | Лучшая мужская роль второго плана | Пол Чунь             | Победа    |
| 23-я Золотая лошадь                  | Лучший художественный фильм       | Лунатики             | Номинация |